# Landwirtschafts-Verdienst-Orden (Rumänien)

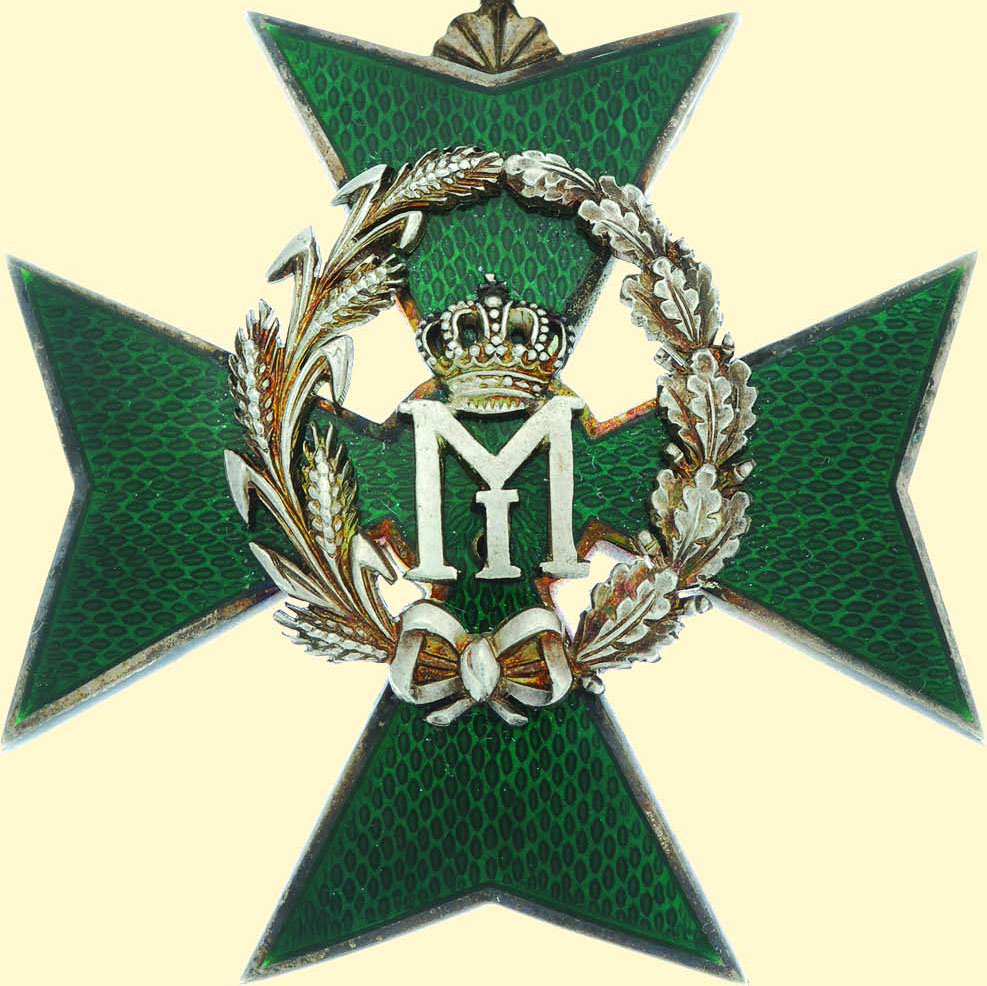
Ordenszeichen, 2. Modell

Der Landwirtschafts-Verdienst-Orden (rumänisch Ordin Meritul Agricol) wurde am 12. April 1932 durch König Carol II. von Rumänien gestiftet und war zur Belohnung von Personen vorgesehen, die sich auf dem Gebiet der Entwicklung und Förderung der Agrarwirtschaft um das Königreich Rumänien Verdienste erworben hatten. Eine Verleihung an Ausländer war möglich.

## Klassen
Der Orden besteht aus vier Klassen und die Anzahl der rumänischen Mitglieder war reglementiert:
- Großoffizier – 50 Mitglieder
- Kommandeur – 100 Mitglieder
- Offizier – 500 Mitglieder
- Ritter – 1000 Mitglieder

## Ordensdekoration
Die Ordenszeichen ist ein Silber vergoldetes moosgrün emailliertes Spitzkreuz. In der Kreuzmitte befindet sich die erhabene und gespiegelte Initiale  C  (Carol), die von einer Krone überragt ist. Umlaufend liegt auf dem Ordenszeichen ein vergoldeter hochovaler Kranz auf, der aus Ähren (rechts) und Eichenblätter (links) gebildet ist. Das Ordenszeichen der Ritter ist ohne Vergoldung.
Nach der Thronbesteigung von Mihai I. wurde die Initiale 1940 auf dem Ordenszeichen entsprechend auf  M I  geändert.

## Trageweise
Großoffizier und Kommandeur trugen die Auszeichnung als Halsorden, Großoffiziere zusätzlich mit einem Bruststern. Dieser Bruststern ist ein vergrößertes Ordenszeichen mit Strahlenbündeln, die die Kreuzwinkel ausfüllen. Offizier und Ritter dekorierten den Orden am Band auf der linken Brustseite.
Das Ordensband ist dunkelgrün mit sechs schmalen gelben Streifen.